# بشناق
الْبُشْنَاق (بالبوسنوية: Bošnjaci)‏، هم مجموعة عرقية سلافية جنوبية مسلمة موطنها منطقة البوسنة التاريخية في جنوب شرق أوروبا، والتي تعد اليوم جزءًا من البوسنة والهرسك. يشترك البوشناق في أصل وثقافة وتاريخ ولغة بوسنية مشتركة. ويعيشون في المقام الأول في البوسنة وصربيا والجبل الأسود وكرواتيا وكوسوفو وكذلك في النمسا وألمانيا وتركيا والسويد. كما يشكلون جالية كبيرة في الشتات مع العديد من المجتمعات في جميع أنحاء أوروبا والأمريكتين وأوقيانوسيا.
يتميز البوشناق عادةً بعلاقاتهم التاريخية بالمنطقة التاريخية البوسنية، والتزامهم بتعاليم الإسلام منذ القرنين الخامس عشر والسادس عشر، والثقافة، واللغة البوسنية. كثيرًا ما يشير المتحدثون باللغة الإنجليزية إلى البوشناق على أنهم مسلمون بوسنيون أو ببساطة على أنهم بوسنيون، على الرغم من أن المصطلح الأخير يمكن أن يشير أيضًا إلى جميع سكان البوسنة والهرسك (بغض النظر عن الهوية العرقية) أو ينطبق على مواطني البلاد.

## تاريخ
ينتمى البُشناق في الأصل إلى السلافيين الجنوبيين لكنهم حين اعتنقوا الإسلام قبل وصول الفاتحين العثمانيين الأتراك بحوالي قرن كامل وانتشر الإسلام بشكل واسع في منطقة البلقان خلال وجود العثمانيين، وبعد المجازر التي حصلت في البوسنة و‌ألبانيا بعد وقوعها تحت حكم الامبراطورية النمساوية بعد فترة من موقعة زنتا 1699 بين العثمانيين و‌النمسا و‌روسيا و‌بولندا هاجر الكثير منهم إلى تركيا الحالية و‌البلاد العربية جنوب المتوسط وأطلق الناس عليهم (البشانقة) أو (البُشناق) نسبة لبلادهم كما هاجر إليها عدد كبير من المسلمين في القوقاز (الشيشان، الشركس، الأرناؤوط، داغستان، أباظة ...) خلال الفترة نفسها والحروب مع القيصرية الروسية ويتميز البُشناق عن مختلف المسلمين في العالم بان الإسلام جنسيتهم وقوميتهم تمييزًا لهم عن العرق السلافي الذي كانوا ينتمون له قبل الإسلام وهذه مسألة فريدة في العالم تقريبًا حين تصبح العقيدة: جنسية. ودخولهم في الاسم كإخوتهم الألبان الذين سبقوهم في اعتناق الإسلام قليلًا، ويعود ذلك في رأي المؤرخين لمرحلة سقوط القسطنطينية 1453 بيد محمد الفاتح ومنذ تلك الأيام أصبح الإسلام ميزتهم وجنسهم الذي فصلهم عن ماضيهم. فعرقهم الجديد أصبح مسلمون بين السلاف. وهم قوم ذوي بأس وشجاعة قبل سقوط البلقان بيد الدولة العثمانية. وبعدها وقد قدموا للخلافة العثمانية مساعدات كبيرة ساهمت في وصولها لأسوار فيينا بل وفتح بولندا 1672، والوصول إلى بحر البلطيق، الأمر الذي أجج حقد الإمبراطورية النمساوية وحلفائهم الصرب ودفعهم للانتقام منهم فيما بعد حين وقع العثمانيون معاهدة كارلونز 1699 مع الروس و‌النمسا و‌بولندا.
انتقل المسلمون البشناق إلى البلاد الإسلامية بعد معاهدة أدرنة 1829 وهاجروا إلى تركيا الحالية أول الأمر ومنها إلى بلاد الشام والتي كانوا يسمونها مثل إخوانهم من بلاد القوقاز بشام شريف وكانوا يخلعون أحذيتهم عند وصولهم لأول بلدة تتكلم العربية فيها، تبركًا بها لأنها بلاد الرسول محمد. ولا يزال يعيش في هذه المنطقة عدد كبير منهم سيما في سوريا (حلب حيث استوطنوا فيها أول الأمر وخاصة في بلدة حريتان ثم اتجهوا جنوباً إلى حمص، دمشق، حوران، واستوطن بعضهم بقاع مختلفة من الجولان السوري المحتل حتى اليوم) و‌لبنان حيث استقروا في المدن الكبيرة (طرابلس، بيروت، صيدا) و‌فلسطين (نابلس، جنين) و‌الأردن، ثم اتجه فريق منهم نحو مصر فبلاد المغرب ولا تزال حتى اليوم أعداد كثيرة معروفة (بُشناق) في تونس و‌الجزائر. كما توجد أعداد منهم اتجهت نحو المدينة المنورة و‌جدة خاصة. ولهم فيها شأن ثقافي وتجاري كما هي أحوالهم في كافة البلاد المسلمة التي لجؤوا لها جميعًا وقد ساهموا بقوة في الحياة الثقافية والعلمية والاقتصادية والسياسية حيثما حلوّا وعدد الشخصيات «الكبيرة» التي أثرت في البقاع التي استوطنوها كبير جدًا (لا يمكن اختصاره الآن) ولعل أشهر شخصية تاريخية عرفتها بلاد الشام: الوالي أحمد باشا الجزار الذي قضى على طموحات نابليون بالوصول لباريس عبر الأستانة من الشرق لا من الغرب. وقد رده على أعقابه في عكا سنة 1799 بمعونة السلطان سليم الثالث وحاميته واستغلاله عداء التجار والذين قدموا له المؤن اللازمة أثناء الحصار وقد لقب بأحمد باشا الجزار في أجزاء من بلاد الشام. ولاه السلطان بعد الموقعة الشهيرة ولاية دمشق مكافئة على مجهوده الحربي في عكا.

## البشناق في فلسطين
في سنوات 1880 استقرّت عدة عوائل بوسنيّة في فلسطين خاصّةً في قيساريّة على ساحل البحر الأبيض المتوسط جنوبيّ مدينة حيفا التي كانت خرابة قبل أن يبنوا فيها وقد عاد انجذاب هذه العائلات الى موقع قيسارية إلى 3 أسباب رئيسية:
1)قاموا بترميم الأراضي الخربة ليسكنوا فيها
2)كانت هناك أراضي خصبة مكنتهم من الزراعة
3)كان يوجد ميناء صغير
ويعتقد أن البوسنيين حافظوا على أنماط الملابس الشعبية حتى الجيل الثاني ثم غيّروا ملابسهم انسجامًا مع محيطهم، وكانوا يعدون طعام سائد في المنطقة مع بعض الاطباق التقليديّة كما أنّهم عملوا في الزراعة وبعض الحِرَف اليدويّة وتربية الحيوانات، وكانوا لفترة متمسّكين بفكرة الزواج العرقي بينهم إلا أنّه راحت تنتشر بينهم شيئا فشيئا فكرة الزواج المختلط، وساعدهم ذلك على اندماجهم في المحيط العربي وتمكّنهم من اللغة العربية.
كما أنّه استقرّت عائلات أخرى من البوسنيين في قرية يانون التابعة لقضاء نابلس التي أقيمت فيها مقبرة خاصة فيهم وفي قرى عديدة مثل: رمانة التابعة لقضاء جنين ورام الله والقدس ومدن طولكرم
اندمج الشعب البوسني  مع الفلسطينيين وشكّل جزءًا منه حتّى إنّ بعضهم فقد لغته الأصليّة القريبة من الصربيّة والكرواتيّة، حتى أن البشناق الذين استقروا في فلسطين في الربع الأخير من القرن التاسع عشر لم يتمتعوا، على عكس المهاجرين الألمان واليهود وغيرهم، بالامتيازات الممنوحة لمواطني الدول الأوروبيّة داخل السلطنة العثمانية وإن الانتداب البريطاني صنّفهم في فئة المسلمين السنّة، وإنّ صِغَر حجمهم ساعدهم على تطوير علاقات اقتصادية واجتماعية وطيدة مع السكان العرب الفلسطينيين. وهم أيضا لاجئين فلسطينيين.  
ومن أشهر الشخصيات البُشناقية السياسية في تركيا رئيسة الوزراء السابقة تانسو تشيلر وهناك العديد من الوزراء وأصحاب المناصب القيادية في معظم الأحزاب فيها ولهم وزن أكاديمي واقتصادي معروف، وهناك الدكتور عبد الرحمن بوشناق عضو مجمع اللغة العربية في عمان. وقائد الدفاع الجوي في مصر السابق اللواء كمال بُشناق وفي سورية تسلم العديد منهم مناصب قيادية وعلمية وإدارية رفيعة. في حلب ودمشق. وفي الأردن لهم نشاط علمي والأمر نفسه في الضفة الغربية ومختلف بقاع فلسطين المحتلة وخاصة في جنين ونابلس وقرى مختلفة في بقية بقاع فلسطين المحتلة منها قرية كفر مندا وقدموا كثيرًا من الشهداء في نضالهم ضد الاحتلال ومقاومته حتى اليوم. والأمر كذلك في المملكة العربية السعودية ففيها شخصيات أكاديمية واقتصادية لها وزنها ومن أشهر الشخصيات المعروفة اليوم في المدينة المنورة المربي ومدير ثانوية طيبة لعقود طويلة الشيخ أحمد بُشناق 2009 عن 96 عام. والأمر قريب في الجزائر وعموم بلاد المغرب. ناهيك عن ولع الأجيال الجديدة منهم بالفن وشهرت العديد منهم بذلك في المغرب (غناوة) وتونس خاصة مطرب القدود الحلبية (لطفي بوشناق).
هناك جالية كبيرة تقدر بـ2,000,000 في تركيا بينما تزيد الجالية البوسنية التي أجبرت على الهجرة لمختلف دول أوروبا الغربية و‌الولايات المتحدة وبعض الدول العربية بعد الفطائع العرقية التي شاهدا العالم كله تبث على الهواء عبر شاشات التلفاز لأول مرة في التاريخ، عن مليون بُشناقي. بعد انفراط الاتحاد السوفيتي السابق وموت الرئيس الأخير ليوغسلافيا جوزيف بروز تيتو وتولي السلطة سلوبودان ميلوشيفيتش حصلت عدة حوادث من أعمال التطهير العرقي عبر الجيش اليوغسلافي ومليشيات صربية تم انشاؤها لهذا الغرض تزعمها الطبيب النفسي الأمريكي الجنسية الصربي العرقية رادوفان كاراديتش الذي تسلمته قبل فترة قصيرة فقط محكمة العدل الدولية في لاهاي. وارتكبت القوات الصربية مجازر بحق البشناق كما حصل في مذبحة سربرنيتسا شمال البوسنة في إقليم بيهاتش وغيرها من مدن يوغسلافيا السابقة. يوجد أيضًا بعض البوسنيون في مصر في قرية اوليله مركز ميت غمر محافظة الدقهلية ولكن عددهم قليل.

## الملاحظات
1. ↑  إضافة تقديرات عدد السكان الأعلى والأدنى الواردة أدناه